# Iheringella
Iheringella је род слатководних шкољки из породице Mycetopodidae.

## Врсте
Врсте у оквиру рода Iheringella:
- Iheringella isocardioides (Lea, 1856)
- Iheringella semisulcata (H. Adams, 1870)

## Синоними
- Plagiodon Lea, 1856